# L'heureuse rencontre
L'heureuse rencontre est le titre distinctif d'une loge maçonnique située à Brest, en France. Elle est créée le 4 décembre 1745 et s’affilie au Grand Orient de France de 1773 à 1913.

## Historique
« L'heureuse rencontre » est fondée 4 décembre 1745, elle est la première loge maçonnique à se constituer à Brest.. D'autres villes portuaires du littoral atlantique ont déjà enregistré plus tôt des créations de loges, dont Lorient en 1743, ou Bordeaux en 1730. Elle recrute à l'origine aussi bien des civils que des militaires mais compte à l'origine essentiellement des membres issus de l'élite sociale de la ville avant de s'ouvrir à une certaine bourgeoisie brestoise, mais en rejetant toujours des personnes issues de couches sociales moyennes et/ou inférieures. Elle compte vite des officiers de marine de haut rang parmi ses membres, dont Antoine Alexis de Perier de Salvert, Étienne de Perier, ou encore Gaspard de Bernard de Marigny qui en devient vénérable en 1774-1775. La loge tente de s'opposer à la création d'autres loges à Brest à la même époque. La loge « Constante » est créée en 1762, mais « L'heureuse rencontre » finit par l'absorber en 1776. « Les amis de Sully » est créée en 1783 et « L'heureuse rencontre » intervient, sans succès, auprès du Grand Orient de France pour éviter sa reconnaissance par l'obédience. En réunissant dans ses rangs les élites de Brest, elle contribue à établir un « processus d’homogénéisation culturelle » dans la ville.
Au début de la révolution française, « L'heureuse rencontre » compte 83 membres, contre 81 pour « Les amis de Sully ». Les membres de la loge sont alors peu intégrés dans les affaires de la cité en raison de la composante militaire importante dans ses rangs. Les choses commencent à évoluer avec la Révolution, et en 1790 le conseil municipal compte plus de 20 % de ses membres issues de « L'heureuse rencontre » (11 membres). Les loges maçonniques de la ville doivent cependant faire face à l'arrivée de Sociétés politiques qui attirent ses membres ; dès 1792 le vénérable de la loge Olivier Bergevin indique que les effectifs ont connu une baisse importante. La Terreur impose à la loge de mettre ses activités en sommeil, et elle ne peut véritablement les reprendre qu'en 1796. « L'heureuse rencontre » regagne en influence après le 9 thermidor, et ses membres représentent de nouveau plus de 20 % du conseil municipal en 1795. Loge garde son influence dans les années suivant la Révolution, et sur les 74 conseillers municipaux nommés entre 1800 et 1820, 19 sont liés à « L'heureuse rencontre » .

## Personnalités liées
- Éléonor Jacques Marie Stanislas de Perier de Salvert ;
- Antoine Alexis de Perier de Salvert ;
- Étienne de Perier.
- Maires de Brest : Jean-Maurice Pouliquen[10], Jean-François Henry[10], Joseph-Augustin Richard-Duplessis[11], Romain Malassis[12]

- Députés : François Gesnouin[13],Jean-Pierre Guilhem[14]

## Sources